# Kylie Minogue
Kylie Ann Minogue (Melbourne, 28 mei 1968) is een Australische zangeres en actrice.

## Biografie
Minogue werd op 28 mei 1968 geboren in het Bethlehem Hospital in Melbourne als oudste dochter van vader Ron Minogue, een Australische accountant, en moeder Carol uit Wales. In 1970 werd Kylies broer Brendan Minogue geboren en op 20 oktober 1971 volgde Danielle Jane Minogue (Artiestennaam: Dannii Minogue) als jongste dochter. Het gezin woonde in Melbournes buitenwijk Surrey Hills. Voor de geboorte van Kylie had moeder Carol een carrière als balletdanseres.
In Minogues kinderjaren ontstond een duidelijke voorkeur voor muziek van The Beatles, The Rolling Stones en ABBA. Minogue was op tienjarige leeftijd sterk onder de indruk van het optreden van Olivia Newton-John in de film Grease en deed haar samen met haar zus Daniëlle geregeld na in huisoptredentjes.

## Carrière

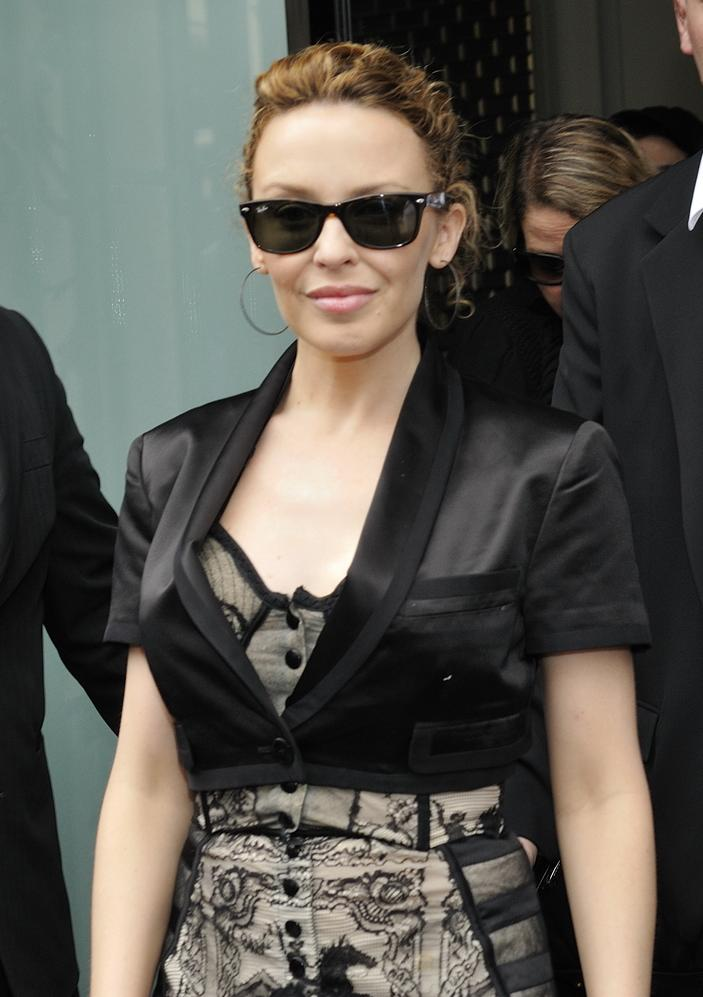
Minogue in 2009

Minogues carrière wordt gekenmerkt door haar opkomst als kindsterretje in een soapserie. In grote lijnen is het begin van haar carrière te vergelijken met dat van latere artiesten als Britney Spears, Christina Aguilera, Justin Timberlake en Ricky Martin. Met meer dan 60 miljoen verkochte albums is Kylie Minogue een van de succesvolste artiesten van Australië.

### Neighbours
Minogue kreeg in 1979 haar eerste televisierol in de televisieserie The Sullivans. Haar moeder bracht haar twee dochters, Daniëlle en Kylie, naar de auditie en Kylie werd geselecteerd om de rol van Karla te spelen. Haar carrière begon echt in februari 1986 toen ze auditie deed voor de Australische televisieserie Neighbours. Dit resulteerde in een contract van 12 weken om Charlene Mitchell te spelen, een jongensachtige monteur. In diezelfde serie maakte Jason Donovan zijn opwachting als Scott Robinson. 23,8 miljoen kijkers uit voornamelijk Groot-Brittannië en Australië zagen Scott en Charlene uiteindelijk trouwen.

### 1987-1992
Tijdens een liefdadigheidsbal in Melbourne met andere Neighbours-acteurs zong Minogue een nummer van Little Eva: The loco-motion. Ze kreeg vervolgens een platencontract aangeboden en het nummer werd op single uitgebracht. Ze stond er zeven weken mee op nummer 1 in Australië en het nummer werd de best verkochte single van het jaar. Dit succes ontging producerstrio Stock, Aitken & Waterman niet en zij nodigden Minogue uit naar Londen te komen om een lied op te nemen. Het verhaal wil dat de producers vergeten waren dat Minogue zou komen en dat zij het nummer I Should Be So Lucky in veertig minuten schreven terwijl Minogue op de gang zat te wachten. Het nummer betekende de internationale doorbraak van Minogue begin 1988. 

#### Kylie
Het album Kylie verscheen in juli 1988, en een aantal hits volgden (waaronder een opnieuw opgenomen versie van The Loco-Motion, Got To Be Certain, Je Ne Sais Pas Pourquoi en het eerder genoemde I Should Be So Lucky). Aan het eind van het jaar bracht ze het nummer Especially for You uit, een duet met Neighbours-collega Jason Donovan. Het album bereikte de nummer 1-positie in het Verenigd Koninkrijk, en ging de geschiedenisboeken in als het op vier-na best verkochte jaren '80-album in het Verenigd Koninkrijk.

#### Enjoy Yourself
In oktober 1989 verscheen het tweede album Enjoy yourself, met onder meer de singles Hand On Your Heart, Wouldn't Change A Thing, Never Too Late en Tears On My Pillow. Het album bereikte de hoogste positie in het Verenigd Koninkrijk. Kylie ging ook voor het eerst op tournee: eerst met Disco In Dream, en een paar maanden later met de Enjoy Yourself Tour.
Rond 1990 kreeg Minogue een relatie met INXS-zanger Michael Hutchence. 

#### Rhythm of Love
In november 1990 verscheen Minogue's derde studio-album Rhythm of love. Ze wilde af van haar zoetsappige imago, en eiste dat Stock, Aitken en Waterman het nieuwe nummer Better The Devil You Know opnieuw zouden mixen, dit keer met een wat gedurfder en volwassener sound. De videoclip die ze bij het nummer maakte, liet ze pas aan het producerstrio zien toen die klaar was. In de video is Minogue voor het eerst als 'sexy en uitdagende vamp' te zien, iets wat Stock, Aitken en Waterman niet voor ogen hadden met de voormalige soapster. In haar daaropvolgende clips voor de singles Step Back In Time, What Do I Have To Do en Shocked zette Minogue die trend voort. Voor het album waar deze hits vanaf kwamen werkte Minogue voor het eerst samen met andere songschrijvers en producers, onder wie Stephen Bray, bekend van zijn werk voor Madonna. 

#### Let's Get To It
Hoewel Minogues contract voor drie albums met Stock, Aitken en Waterman hiermee ten einde kwam, haalden de drie heren Kylie over nog een vierde album te maken. Minogue stemde toe en maakte Let's Get to It, haar laatste album met het trio dat in oktober 1991 verscheen. Op de plaat experimenteerde Minogue met o.a. New Jack Swing & house. De singles waren Word Is Out, If You Were With Me Now, Give Me Just A Little More Time en Finer Feelings. Echte hits scoorde ze er echter niet mee. Op het album staan ook samples van Janet Jackson & 2 Unlimited.
In augustus 1992 verscheen er een Greatest hits-cd, waarna ze definitief brak met Stock, Aitken & Waterman. Op dit verzamel-album stonden de nieuwe singles What Kind Of Fool (Heard All That Before) en Celebration, een cover van Kool & The Gang.
Hoewel haar aanvankelijk door haar moeder Carol werd afgeraden een carrière in de showbizz op te bouwen, werd deze haar trouwste adviseur op het gebied van kleding sinds haar eerste hit in 1988.

### 1994-1999

#### Kylie Minogue
Na het vertrek bij Stock, Aitken en Waterman tekende Minogue een lucratief contract bij het hippe dancelabel DeConstruction. In 1994 kwam ze terug met de single Confide In Me. Het werd een groot succes: de single kwam in een tiental landen op de eerste positie terecht en in een groot aantal landen in de top 10. In Nederland kwam het nummer echter niet hoger dan een 38e positie in de Top 40. Na deze single verscheen in september 1994 het album Kylie Minogue, waarop ze onder meer samenwerkt met de Pet Shop Boys, Brothers In Rhythm, Heller & Farley en M People. Andere singles waren Where Is The Feeling en Put Yourself In My Place, waarvan laatstgenoemde vooral bekend werd door de begeleidende videoclip. Alle drie de singles bereikten in het Verenigd Koninkrijk de top 20. Wereldwijd gingen er ongeveer 2,5 miljoen exemplaren van over de toonbank, beduidend minder dan van haar eerdere albums. In Nederland kwam het album niet in de hitlijsten.
In 1995 bestormde Minogue samen met Nick Cave, de "Australian Prince of Darkness", de hitlijsten met het duet Where the Wild Roses Grow. Dit nummer werd wereldwijd een grote hit en kwam in Nederland in de top 10.

#### Impossible Princess
In oktober 1997 verscheen Minogues meest persoonlijke album tot dan toe: Impossible Princess. Het werd geproduceerd door onder anderen Brothers In Rhythm en Dave Ball (Soft Cell, The Grid). De release werd steeds uitgesteld door tegenslagen en kreeg door het overlijden van Lady Di in Europa zelfs een andere naam: Kylie Minogue 1997. De singles waren Some Kind Of Bliss, Did It Again, Breathe en Cowboy Style. Het album werd in Europa geen succes, maar doet in Australië goede zaken: het werd zelfs haar bestverkopende plaat sinds 1988 en bekroond met dubbel platina. De pers was over het algemeen lovend over dit album en over de gedurfde weg die Minogue was ingeslagen. Minogue wordt op dit punt in haar carrière vaak aangeduid als 'Indie Kylie'. De sfeer en sound hebben iets weg van (het later verschenen album) Ray of light van Madonna. Veel fans van Minogue zien Impossible Princess als haar beste werk tot dan toe.
Door de tegenvallende verkoopresultaten van Impossible Princess besloten Minogue en DeConstruction ieder hun eigen weg te gaan. Minogue zong in 1999 een duet met de Pet Shop Boys op hun album Nightlife, getiteld In denial. In hetzelfde jaar tekende ze een contract bij platenlabel Parlophone.

### 2000-2006

#### Light Years
Minogue besloot haar experimentele periode achter zich te laten en terug te keren naar de commerciële popmuziek door een contract met Parlophone. In 2000 verscheen de eerste single Spinning Around onder dit label. Dit nummer belandde op de eerste plaats van de Britse en Australische charts en werd ook in Nederland een hit. In Groot-Brittannië was Minogue toen de tweede artiest (naast Madonna) die nummer 1-hits heeft gescoord in de 80's, 90's en 00's. De videoclip, waarin Minogue te zien is in een gouden hotpants, werd veelvuldig gedraaid op muziekzenders. 
Op het album Light years dat hierop volgde, staan voornamelijk vrolijke en ongecompliceerde popdeuntjes, met een knipoog naar de seventies en europop-invloeden. De plaat verscheen in september 2000, en bereikte de nummer 1-positie in Australië. Robbie Williams en zijn in die tijd vaste songschrijver Guy Chambers schreven drie nummers voor het album, waaronder Kids, een duet met Williams dat een grote hit werd. Williams en Chambers schreven ook Your Disco Needs You, dat uitgroeide tot een favoriet in de gayscene (waar Minogue een grote groep trouwe aanhangers heeft). Andere singles op het album waren On A Night Like This en Please Stay. In 2000 ging ze op tournee door Australië en Europa met de On A Night Like This-tournee. Minogue zong vooral nummers van haar laatste album, maar schroomde niet terug te grijpen naar de Stock, Aitken en Waterman-hits uit de beginperiode. Met Jimmy Little zong ze in 2001 het gelegenheidsduet voor het album A journey through the musical landscape Of 21st century Australia, Bury me deep in love. Ze speelde ook een gastrol in de Britse sitcom Men Behaving Badly, waarin de hoofdpersonen veelvuldig vol bewondering refereren aan haar. Toen ze in de serie opeens voor de deur stond, herkenden ze haar echter niet.
Ook testte ze tijdens deze show voor het eerst het nieuwe nummer Can't get you out of my head uit op het publiek. In hetzelfde jaar trad ze op tijdens de eerste uitreiking van de IIFA-Awards in Groot-Brittannië.

#### Fever
In september 2001 verscheen het nummer op single. Mede dankzij de stijlvolle videoclip werd dit de grootste hit uit Minogue's carrière. In meer dan veertig landen, waaronder Nederland, kwam het nummer op de hoogste positie in de hitlijsten. Zelfs in de Verenigde Staten, waar Minogue tot dan toe weinig succes had, liep men warm voor het nummer; het bereikte de zevende positie in de Billboard-charts. Het bijbehorende album Fever -dat in oktober 2001 uitkwam- deed het wereldwijd ook goed, met hits als Love At First Sight, In Your Eyes en Come Into My World. In 2002 ging Minogue opnieuw op tournee, met de tournee KylieFever2002. In Nederland stond ze ermee in een uitverkocht Ahoy'. Door het succes van haar albums en singles werden haar shows grootser en imposanter. Critici zeiden dat vanaf dan het spontane element uit haar shows was verdwenen, maar de zalen waren voller dan ooit. Kylie's moeder, die altijd als kledingadviseur heeft gewerkt voor Minogue, maakte plaats voor Dolce & Gabbana, die voor haar Fever Tour exclusieve ontwerpen maakten.

#### Body Language
In november 2003 verscheen het album Body language, voorafgegaan door de hit Slow. Het album staat bekend om de synthpop- en r&b invloeden. Overige singles waren het up-tempo Red Blooded Woman en Chocolate. Ze gaf ter promotie een concert, dat ook op dvd verscheen. 

#### Ultimate Kylie
Een jaar later verscheen haar tweede verzamelalbum, Ultimate Kylie. Hierop stonden de nieuwe singles I Believe In You en Giving You Up. Ter promotie volgde een nieuwe tournee: Showgirl: The Greatest Hits Tour. Ook dit keer kwam ze naar Nederland en trad ze op in Ahoy'. Kort hierna, op 17 mei 2005, werd de tournee afgebroken. Artsen hadden borstkanker geconstateerd bij de zangeres en ze werd direct onder behandeling gesteld.
In december 2005 werd bekend dat de hit I believe in you genomineerd was voor een Grammy Award in de categorie "Best Dance Record". Minogue werd met de nummers Love At First Sight (2003) en Slow (2005) al eerder genomineerd. In 2004 won ze de Grammy voor haar hit Come Into My World.
In januari 2006 verklaarden Minogues artsen dat de behandeling van haar ziekte, een operatie gevolgd door chemokuren (waarvan de laatste op 18 december 2005), succesvol was verlopen. In juni 2006 werd de zangeres gespot in opnamestudio's en maakte ze bekend weer aan het werk te gaan. In juni maakte Minogue bekend haar Showgirl Tour in Australië te hervatten op 11 november 2006. Ze wijzigde de naam van de tournee in The Showgirl Homecoming Tour (choreografie van Akram Khan). Na de Australische shows gaf Minogue nog een aantal concerten in Londen en Manchester. De tournee eindigde in januari 2007 en verscheen – net als haar eerdere tournees – op dvd.

### 2007-2012

#### X
In november 2007 verscheen Kylie's album X, waarvan de single 2 Hearts als voorloper werd uitgebracht. Hierna bracht ze de single In My Arms uit. Het album X werd in de Verenigde Staten niet verkocht zoals gehoopt. In de eerste week werden er slechts 5500 exemplaren van verkocht, waarmee ze op plek 139 van de albumlijst kwam te staan. In haar thuisland Australië bereikte het album de hoogste positie, en ook in het Verenigd Koninkrijk scoorde het goed. De single Wow was de best scorende single in Nederland, waar het tot nummer 15 reikte in de Nederlandse Top 40. 
In december 2007 speelde ze in de kerstspecial Voyage of the Damned van de Britse BBC-televisieserie Doctor Who, die met meer dan 13 miljoen kijkers behoort tot de best bekeken afleveringen van die serie ooit. In 2008 ging Minogue op tournee met KylieX2008. In het najaar verscheen de remix-cd Boombox.
In februari 2009 nam Kylie Minogue samen met Sonu Nigam onder begeleiding van A.R. Rahman een track op voor de Bollywood film Blue. Op deze track is Kylie Minogue ook dansend te zien in de film, samen met Akshay Kumar. In het najaar van 2009 ging Minogue op tournee in de Verenigde Staten.

#### Aphrodite

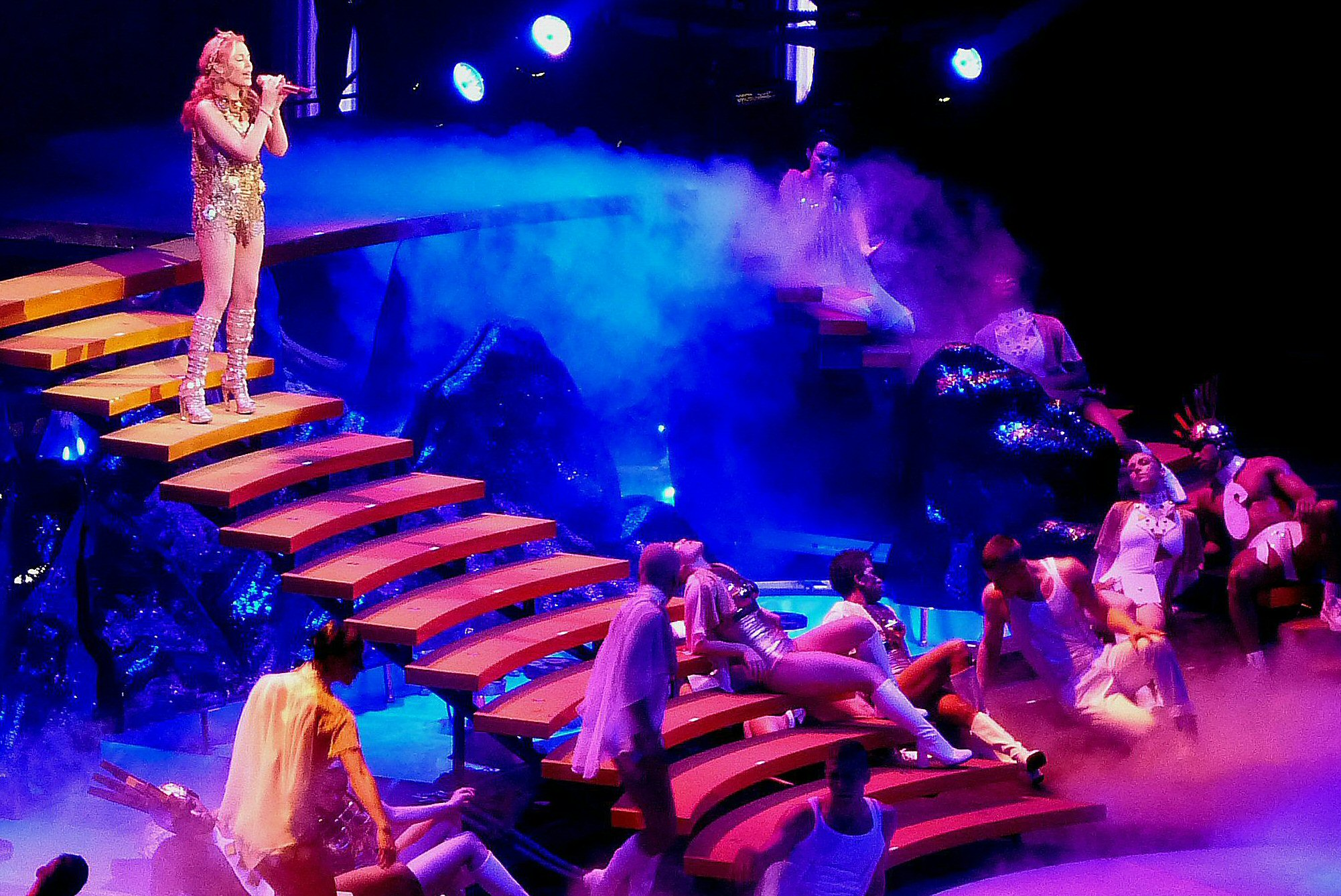
Minogue tijdens een optreden op 15 maart 2011 te Parijs

In juni 2010 bracht Minogue haar elfde album, Aphrodite, uit. Er kwamen vier versies uit: een enkele compact disc, een dubbel-cd, de Japanse persing en elpee. All The Lovers werd gekozen als de eerste single van het album, en bereikte de top 5 in het Verenigd Koninkrijk. De andere singles waren Get Outta My Way, Better Than Today en Put Your Hands Up (If You Feel Love). Het album verkocht in de eerste week zo'n 80.000 exemplaren in het Verenigd Koninkrijk, en in Nederland bereikte het album de nummer 4-positie. In 2011 ging de zangeres op tournee.

#### The Best Of & Abbey Road Sessions
In juni 2012 kwam het verzamelalbum The Best Of Kylie Minogue uit, in verband met haar 25-jarig jubileum als zangeres. Het was ook verkrijgbaar met een dvd met vele videoclips van Minogue. Rond diezelfde tijd verscheen de single Timebomb. In Australië en het Verenigd Koninkrijk gaf Minogue een paar shows -getiteld de Anti Tour-, waar ze b-sides en album-tracks ten gehore bracht.
In oktober 2012 kwam haar cd The Abbey Road Sessions uit. In het Verenigd Koninkrijk bereikt het album de tweede plaats. Het zijn haar oudere nummers, maar dan opnieuw opgenomen in de bekende studio's. De nummers brengen meer emotie met zich mee, en ze wordt hierop begeleid door een orkest. Er werd ook een single uitgebracht, getiteld Flower. Ze regisseerde de videoclip bij het nummer zelf.

### 2013-2018

#### Kiss Me Once
In maart 2014 verschijnt het album Kiss Me Once, waar o.a. Sia en Pharrell aan meewerkten. De singles waren Into The Blue en I Was Gonna Cancel. In Australië bereikt de plaat de toppositie, en in Nederland bereikt het de top 10. Eind 2014 ging de zangeres op tournee, maar Nederland slaat ze dit keer over.

#### Kylie Christmas
Nadat ze jaren eerder al een aantal kerstnummers opnam (waarvan Santa Baby de bekendste is) brengt Minogue eind 2015 haar kerstalbum Kylie Christmas uit. Ook geeft ze een aantal kerstconcerten. Een jaar later verschijnt een nieuwe editie die de titel Kylie Christmas: Snow Queen Edition krijgt. Na het verschijnen van de kerstalbums verlaat Minogue haar label Parlophone na een lange samenwerking. In 2017 tekent ze bij BMG.

#### Golden
In april 2018 verschijnt het nieuwe album Golden, waarmee Minogue de weg naar country-pop inslaat. Ondanks de wisselende kritieken scoort het album goed, en bereikt het in zowel het Verenigd Koninkrijk als in Australië de nummer 1-positie. De singles waren Dancing, Stop Me From Falling en de titeltrack. Na een promotietournee ging Minogue in het najaar van 2018 op een grote tournee. Ook trad ze op in de Amsterdamse AFAS Live. 

### 2019-2023
In juni 2019 verschijnt het verzamelalbum Step Back In Time: The Definitive Collection, met daarop de nieuwe single New York City. Het album bereikt in zowel Australië als het Verenigd Koninkrijk (Minogue's grootste markten) de hoogste positie in de albumlijst. Die zomer treedt Minogue op bij een aantal festivals, waaronder Glastonbury. Dat optreden wordt het tot dan toe best bekeken Glastonbury-concert op de BBC met zo'n 3 miljoen kijkers. Tijdens het optreden wordt het publiek verrast door Nick Cave en Chris Martin van Coldplay die Kylie Minogue vergezellen bij twee nummers.
Begin 2020 lanceert Minogue Kylie Minogue Wines, haar eigen wijn-lijn. Twee jaar na de lancering waren er al 5 miljoen flessen verkocht. 

#### DISCO
In november 2020 verschijnt het album DISCO, waar Minogue de (pop)disco-kant opgaat. Het blijkt een succesvolle zet, want het album bereikt in Australië en het Verenigd Koninkrijk de nummer 1-positie. Door de notering in het Verenigd Koninkrijk (waar er in de eerste week 55.000 exemplaren van DISCO verkocht werden) schrijft de zangeres geschiedenis. Ze is de eerste artiest met nummer 1-albums in vijf decennia (jaren '80 tot jaren '20). De singles waren Say Something, Magic en Real Groove. Van laatst genoemde verscheen later een versie met zangeres Dua Lipa. Door de corona-pandemie kon Minogue niet op tournee. Ze gaf een concert via een livestream (getiteld Infinite Disco), dat later op zowel dvd als elpee verscheen. Een jaar na het verschijnen van DISCO verscheen DISCO: Guest List Edition, met daarop remixen en een aantal nieuwe singles: A Second To Midnight (met Years & Years), Kiss Of Life (met Jessie Ware) en Can't Stop Writing Songs About You (met Gloria Gaynor). 

#### Tension & Tension II
In mei 2023 verschijnt Padam Padam, de eerste single van het nieuwe album Tension. Mede door de videoclip wordt het nummer een hit op TikTok, en bereikt het al gauw de top 10 in het Verenigd Koninkrijk. Hiermee werd ze de eerste vrouwelijke artiest die in het Verenigd Koninkrijk in vijf decennia top 10-hits had. In Nederland wordt het nummer omgedoopt tot Alarmschijf, en bereikt het in augustus de top 20 van de Nederlandse Top 40, tevens haar eerste hitnotering in 15 jaar. Er werd ook een Las Vegas-residency aangekondigd. Eind augustus verscheen de tweede single (de titeltrack), die in het Verenigd Koninkrijk de top 20 behaalde. Op 22 september kwam het album uit. In Nederland bereikte het de derde plaats in de albumlijst, waarmee het haar hoogst-genoteerde album tot op heden werd. In het Verenigd Koninkrijk en Australië kwam het album op de hoogste plaats terecht. In 2024 kwamen er een aantal duetten uit, o.a. met Sia, Orville Peck en The Blessed Madonna. In oktober verscheen deel twee van het album, getiteld Tension II. Ook werd er een wereldtournee aangekondigd. 

## Discografie

### Albums
| Album met eventuele hitnotering(en) in de Nederlandse Album Top 100 | Datum van verschijnen | Datum van binnenkomst | Hoogste positie | Aantal weken | Opmerkingen   |
| ------------------------------------------------------------------- | --------------------- | --------------------- | --------------- | ------------ | ------------- |
| Kylie                                                               | 1988                  | 03-09-1988            | 36              | 9            |               |
| Enjoy yourself                                                      | 1989                  | 11-11-1989            | 66              | 8            |               |
| Rhythm of love                                                      | 1990                  | 01-12-1990            | 63              | 4            |               |
| Light years                                                         | 11-09-2000            | 07-10-2000            | 71              | 4            |               |
| Fever                                                               | 28-09-2001            | 06-10-2001            | 7               | 55           |               |
| Body language                                                       | 14-11-2003            | 22-11-2003            | 19              | 24           |               |
| Ultimate Kylie                                                      | 22-11-2004            | 27-11-2004            | 37              | 23           | Verzamelalbum |
| X                                                                   | 23-11-2007            | 01-12-2007            | 29              | 9            |               |
| Aphrodite                                                           | 02-07-2010            | 10-07-2010            | 4               | 7            |               |
| The Abbey Road sessions                                             | 26-10-2012            | 03-11-2012            | 24              | 2            |               |
| Kiss Me Once                                                        | 14-03-2014            | 22-03-2014            | 10              | 3            |               |
| Kiss me once - Live at the SSE Hydro                                | 06-03-2015            | 28-03-2015            | 28              | 1            |               |
| Kylie Christmas                                                     | 13-11-2015            | 21-11-2015            | 41              | 4            |               |
| Golden                                                              | 06-04-2018            | 14-04-2018            | 18              | 1            |               |
| Disco                                                               | 06-11-2020            | 14-11-2020            | 11              | 2            |               |
| Tension                                                             | 22-09-2023            | 30-09-2023            | 2               | 5*           |               |
| Tension II                                                          | 19-10-2024            | 26-10-2024            | 4               | 1*           |               |

| Album met hitnotering(en) in de Vlaamse Ultratop 200 albums | Datum van verschijnen | Datum van binnenkomst | Hoogste positie | Aantal weken | Opmerkingen   |
| ----------------------------------------------------------- | --------------------- | --------------------- | --------------- | ------------ | ------------- |
| Light years                                                 | 2000                  | 07-10-2000            | 44              | 3            |               |
| Fever                                                       | 2001                  | 13-10-2001            | 14              | 21           |               |
| Body language                                               | 2003                  | 29-11-2003            | 10              | 7            |               |
| Ultimate Kylie                                              | 2004                  | 27-11-2004            | 14              | 30           |               |
| Showgirl homecoming Live                                    | 2007                  | 27-01-2007            | 92              | 1            |               |
| X                                                           | 2007                  | 01-12-2007            | 26              | 24           |               |
| Aphrodite                                                   | 2010                  | 10-07-2010            | 4               | 12           |               |
| The best of Kylie Minogue                                   | 01-06-2012            | 09-06-2012            | 45              | 12           | Verzamelalbum |
| The Abbey Road sessions                                     | 2012                  | 03-11-2012            | 22              | 7            |               |
| Kiss Me Once                                                | 2014                  | 22-03-2014            | 10              | 13           |               |
| Kiss me once - Live at the SSE Hydro                        | 2015                  | 28-03-2015            | 57              | 6            |               |
| Kylie Christmas                                             | 2015                  | 21-11-2015            | 23              | 11           |               |
| Golden                                                      | 2018                  | 14-04-2018            | 4               | 11           |               |
| Disco                                                       | 2020                  | 14-11-2020            | 6               | 10           |               |
| Tension                                                     | 2023                  | 30-09-2023            | 2               | 1*           |               |

### Singles
| Single met eventuele hitnotering(en) in de Nederlandse Top 40 | Datum van verschijnen | Datum van binnenkomst | Hoogste positie | Aantal weken | Opmerkingen                                                         |
| ------------------------------------------------------------- | --------------------- | --------------------- | --------------- | ------------ | ------------------------------------------------------------------- |
| I should be so lucky                                          | 1988                  | 12-03-1988            | 14              | 6            | Nr. 12 in de Nationale Hitparade Top 100                            |
| Got to be certain                                             | 1988                  | -                     |                 |              | Nr. 40 in de Nationale Hitparade Top 100                            |
| The loco-motion                                               | 1988                  | 03-09-1988            | 6               | 8            | Nr. 9 in de Nationale Hitparade Top 100 / TROS Paradeplaat Radio 3  |
| Je ne sais pas pourquoi                                       | 1988                  | 5-11-1988             | tip15           |              | Nr. 43 in de Nationale Hitparade Top 100                            |
| Especially for You                                            | 1989                  | 07-01-1989            | 6               | 10           | met Jason Donovan / Nr. 4 in de Nationale Hitparade Top 100         |
| Hand on your heart                                            | 1989                  | 10-06-1989            | 19              | 5            | Nr. 17 in de Nationale Hitparade Top 100                            |
| Wouldn't change a thing                                       | 1989                  | -                     |                 |              | Nr. 43 in de Nationale Hitparade Top 100                            |
| Never too late                                                | 1989                  | 09-12-1989            | 29              | 4            | Nr. 20 in de Nationale Top 100                                      |
| Tears on my pillow                                            | 1990                  | 24-02-1990            | 19              | 6            | Nr. 20 in de Nationale Top 100                                      |
| Better the devil you know                                     | 1990                  | 16-06-1990            | 22              | 6            | Nr. 16 in de Nationale Top 100                                      |
| Step back in time                                             | 1990                  | 01-12-1990            | 35              | 3            | Nr. 36 in de Nationale Top 100                                      |
| What do I have to do                                          | 1991                  | -                     |                 |              | Nr. 81 in de Nationale Top 100                                      |
| If you were with me now                                       | 1991                  | -                     |                 |              | met Keith Washington / Nr. 56 in de Nationale Top 100               |
| Give me just a little more time                               | 1992                  | -                     |                 |              | Nr. 60 in de Nationale Top 100                                      |
| Confide in me                                                 | 1994                  | 22-10-1994            | 38              | 2            | Nr. 38 in de Mega Top 50                                            |
| Where the wild roses grow                                     | 1995                  | 28-10-1995            | 9               | 8            | met Nick Cave and the Bad Seeds / Nr. 9 in de Mega Top 50 / Megahit |
| Spinning Around                                               | 2000                  | 05-08-2000            | 30              | 6            | Nr. 31 in de Mega Top 100                                           |
| Kids                                                          | 2000                  | 21-10-2000            | 11              | 8            | met Robbie Williams / Nr. 24 in de Mega Top 100 / Alarmschijf       |
| On a night like this                                          | 2000                  | -                     |                 |              | Nr. 64 in de Mega Top 100                                           |
| Please stay                                                   | 2000                  | -                     |                 |              | Nr. 69 in de Mega Top 100                                           |
| Can't Get You Out of My Head                                  | 2001                  | 22-09-2001            | 1(6wk)          | 19           | Nr. 1 in de Mega Top 100 / Alarmschijf                              |
| In Your Eyes                                                  | 2002                  | 16-02-2002            | 14              | 11           | Nr. 15 in de Mega Top 100                                           |
| Love at First Sight                                           | 2002                  | 15-06-2002            | 15              | 7            | Nr. 22 in de Mega Top 100 / Dancesmash op Radio 538                 |
| Come into my world                                            | 2002                  | 16-11-2002            | 24              | 5            | Nr. 35 in de Mega Top 100                                           |
| Slow                                                          | 31-10-2003            | 08-11-2003            | 8               | 7            | Nr. 13 in de Mega Top 50                                            |
| Red blooded woman                                             | 2004                  | 21-02-2004            | 16              | 9            | Nr. 21 in de Mega Top 50                                            |
| Chocolate                                                     | 25-06-2004            | -                     |                 |              | Nr. 45 in de Mega Top 50                                            |
| I believe in you                                              | 03-12-2004            | 18-12-2004            | 10              | 10           | Nr. 14 in de Mega Top 50 / Alarmschijf                              |
| Giving you up                                                 | 25-03-2005            | 16-04-2005            | 34              | 3            | Nr. 23 in de Mega Top 50                                            |
| 2 Hearts                                                      | 09-11-2007            | 24-11-2007            | 31              | 3            | Nr. 29 in de Mega Top 50                                            |
| In my arms                                                    | 15-02-2008            | 23-02-2008            | 20              | 9            | Nr. 33 in de Mega Top 50                                            |
| Wow                                                           | 16-06-2008            | 21-06-2008            | 15              | 8            | Nr. 36 in de Mega Top 50                                            |
| All the lovers                                                | 10-05-2010            | 05-06-2010            | tip4            | -            | Nr. 61 in de B2B Single Top 100                                     |
| Get outta my way                                              | 16-08-2010            | 11-09-2010            | tip8            | -            |                                                                     |
| Timebomb                                                      | 21-05-2012            | 09-06-2012            | tip5            | -            | Nr. 44 in de B2B Single Top 100                                     |
| Flower                                                        | 24-09-2012            | 06-10-2012            | tip20           | -            | Nr. 51 in de B2B Single Top 100                                     |
| Right here, right now                                         | 2015                  | 14-02-2015            | tip14           | -            | met Giorgio Moroder                                                 |
| Santa baby                                                    | 2000                  | -                     |                 |              | Nr. 77 in de B2B Single Top 100 (2018)                              |
| Padam Padam                                                   | 2023                  | 02-07-2023            | 18              | 13           | Nr. 43 in de Single Top 100 Alarmschijf                             |

| Single met hitnotering(en) in de Vlaamse Ultratop 50 | Datum van verschijnen | Datum van binnenkomst | Hoogste positie | Aantal weken | Opmerkingen                                                  |
| ---------------------------------------------------- | --------------------- | --------------------- | --------------- | ------------ | ------------------------------------------------------------ |
| I should be so lucky                                 | 01-01-1988            | 05-03-1988            | 8               | 10           | Nr. 8 in de Radio 2 Top 30                                   |
| Got to be certain                                    | 02-05-1988            | 18-06-1988            | 17              | 3            | Nr. 15 in de Radio 2 Top 30                                  |
| The loco-motion                                      | 25-07-1988            | 20-08-1988            | 3               | 11           | Nr. 4 in de Radio 2 Top 30                                   |
| Je ne sais pas pourquoi                              | 10-10-1988            | 05-11-1988            | 27              | 8            |                                                              |
| Especially for You                                   | 28-11-1988            | 17-12-1988            | 5               | 15           | met Jason Donovan / Nr. 3 in de Radio 2 Top 30               |
| Hand on your heart                                   | 24-04-1989            | 13-05-1989            | 6               | 12           | Nr. 6 in de Radio 2 Top 30                                   |
| Wouldn't change a thing                              | 24-07-1989            | 26-08-1989            | 5               | 10           | Nr. 5 in de Radio 2 Top 30                                   |
| Never too late                                       | 23-10-1989            | 18-11-1989            | 4               | 13           | Nr. 5 in de Radio 2 Top 30                                   |
| Tears on my pillow                                   | 08-01-1990            | 03-02-1990            | 9               | 16           | Nr. 5 in de Radio 2 Top 30                                   |
| Better the devil you know                            | 30-04-1990            | 19-05-1990            | 5               | 15           | Nr. 4 in de Radio 2 Top 30                                   |
| Step back in time                                    | 22-10-1990            | 17-11-1990            | 11              | 10           | Nr. 8 in de Radio 2 Top 30                                   |
| What do I have to do                                 | 21-01-1991            | 09-02-1991            | 15              | 8            | Nr. 14 in de Radio 2 Top 30                                  |
| Shocked                                              | 20-05-1991            | 15-06-1991            | 18              | 6            | Nr. 20 in de Radio 2 Top 30                                  |
| If you were with me now                              | 21-10-1991            | 30-11-1991            | 31              | 4            | met Keith Washington / Nr. 25 in de Radio 2 Top 30           |
| Give me just a little more time                      | 13-01-1992            | 22-02-1992            | 13              | 10           | Nr. 15 in de Radio 2 Top 30                                  |
| What kind of fool                                    | 10-08-1992            | 19-09-1992            | 36              | 4            | Nr. 21 in de Radio 2 Top 30                                  |
| Celebration                                          | 29-11-1992            | 26-12-1992            | 26              | 6            | Nr. 22 in de Radio 2 Top 30                                  |
| Confide in me                                        | 29-08-1994            | 01-10-1994            | 20              | 9            | Nr. 26 in de Radio 2 Top 30                                  |
| Where the wild roses grow                            | 02-10-1995            | 21-10-1995            | 3               | 18           | met Nick Cave and the Bad Seeds / Nr. 3 in de Radio 2 Top 30 |
| Spinning around                                      | 16-06-2000            | 22-07-2000            | 35              | 10           |                                                              |
| On a night like this                                 | 04-09-2000            | 28-10-2000            | 29              | 6            | Nr. 29 in de Radio 2 Top 30                                  |
| Kids                                                 | 09-10-2000            | 11-11-2000            | 38              | 4            | met Robbie Williams                                          |
| Please stay                                          | 11-12-2000            | 17-02-2001            | tip10           | -            |                                                              |
| Can't get you out of my head                         | 17-09-2001            | 22-09-2001            | 1(6wk)          | 22           | Nr. 1 in de Radio 2 Top 30                                   |
| In your eyes                                         | 21-01-2002            | 23-02-2002            | 18              | 8            | Nr. 12 in de Radio 2 Top 30                                  |
| Love at first sight                                  | 07-06-2002            | 22-06-2002            | 25              | 6            | Nr. 11 in de Radio 2 Top 30                                  |
| Come into my world                                   | 02-11-2002            | 23-11-2002            | 35              | 3            | Nr. 17 in de Radio 2 Top 30                                  |
| Slow                                                 | 31-10-2003            | 15-11-2003            | 9               | 10           | Nr. 10 in de Radio 2 Top 30                                  |
| Red blooded woman                                    | 27-02-2004            | 06-03-2004            | 29              | 7            | Nr. 21 in de Radio 2 Top 30                                  |
| Chocolate                                            | 25-06-2004            | 03-07-2004            | tip2            | -            |                                                              |
| I believe in you                                     | 03-12-2004            | 18-12-2004            | 13              | 10           | Nr. 7 in de Radio 2 Top 30                                   |
| Giving you up                                        | 25-03-2005            | 09-04-2005            | 25              | 6            | Nr. 18 in de Radio 2 Top 30                                  |
| 2 Hearts                                             | 09-11-2007            | 24-11-2007            | 25              | 11           | Nr. 18 in de Radio 2 Top 30                                  |
| In my arms                                           | 15-02-2008            | 23-02-2008            | 10              | 17           |                                                              |
| Wow                                                  | 16-06-2008            | 28-06-2008            | 37              | 3            |                                                              |
| The one                                              | 2008                  | 20-09-2008            | tip7            | -            |                                                              |
| All the lovers                                       | 10-05-2010            | 19-06-2010            | 10              | 10           | Nr. 5 in de Radio 2 Top 30                                   |
| Get outta my way                                     | 16-08-2010            | 11-09-2010            | tip5            | -            |                                                              |
| Higher                                               | 01-11-2010            | 04-12-2010            | 12              | 14           | met Taio Cruz                                                |
| Aphrodite                                            | 31-01-2011            | 12-02-2011            | tip6            | -            |                                                              |
| Put your hands up (If you feel love)                 | 13-06-2011            | 11-06-2011            | tip36           | -            |                                                              |
| Timebomb                                             | 21-05-2012            | 02-06-2012            | 43              | 1            |                                                              |
| Flower                                               | 24-09-2012            | 29-09-2012            | tip21           | -            | Nr. 22 in de Radio 2 Top 30                                  |
| Into the blue                                        | 28-01-2014            | 01-02-2014            | tip6            | -            |                                                              |
| Crystallize                                          | 09-06-2014            | 14-06-2014            | tip38           | -            |                                                              |
| Right here, right now                                | 19-01-2015            | 24-01-2015            | tip10           | -            | met Giorgio Moroder                                          |
| Only you                                             | 09-11-2015            | 12-12-2015            | tip22           | -            | met James Corden                                             |
| Every day's like Christmas                           | 04-12-2015            | 19-12-2015            | tip81           | -            | Stock Aitken Waterman Remix                                  |
| Wonderful Christmastime                              | 28-11-2015            | 10-12-2016            | tip23           | -            | met Mika                                                     |
| Dancing                                              | 19-01-2018            | 27-01-2018            | tip44           | -            |                                                              |
| Stop me from falling                                 | 09-03-2018            | 21-04-2018            | tip26           | -            |                                                              |
| Golden                                               | 25-05-2018            | 06-10-2018            | tip             | -            |                                                              |
| Padam Padam                                          | 2023                  | 01-07-2023            | 26              | 14*          |                                                              |

### NPO Radio 2 Top 2000
| Nummers met noteringen in de NPO Radio 2 Top 2000 | '07  | '08 | '09  | '10  | '11  | '12  | '13 | '14 | '15 | '16 | '17 | '18 | '19 | '20 | '21 | '22 | '23 | '24 |
| ------------------------------------------------- | ---- | --- | ---- | ---- | ---- | ---- | --- | --- | --- | --- | --- | --- | --- | --- | --- | --- | --- | --- |
| Can't Get You Out Of My Head                      | 1816 | -   | -    | -    | -    | -    | -   | -   | -   | -   | -   | -   | -   | -   | -   | -   | -   | -   |
| Where the Wild Roses Grow (met Nick Cave)         | 1626 | -   | 1497 | 1369 | 1350 | 1096 | 787 | 805 | 977 | 934 | 864 | 865 | 718 | 883 | 901 | 959 | 848 | 709 |

1. ↑  Een '-' betekent dat het nummer niet was genoteerd en een vetgedrukt getal geeft de hoogste notering van een nummer aan.
2. ↑  2007 was het eerste jaar met een notering voor Kylie Minogue.

### Radio 10 Top 4000
| Nummer(s) met noteringen in de Radio 10 Top 4000 | 2005 | 2006 | 2007 | 2008 | 2009 | 2010 | 2011 | 2012 | 2013 | 2014 | 2015 | 2016 | 2017 | 2018 | 2019 |
| ------------------------------------------------ | ---- | ---- | ---- | ---- | ---- | ---- | ---- | ---- | ---- | ---- | ---- | ---- | ---- | ---- | ---- |
| Can't Get You Out Of My Head                     | 243  | 972  | 249  | 238  | 487  | 190  | 413  | 332  | 196  | 3817 | 508  | 305  | 1835 | 1763 | 2334 |
| Especially For You (met Jason Donovan)           | 1927 | 364  | 2002 | 771  | 2755 | 1773 | 3653 | 1388 | 2623 | 3068 | 338  | 2062 | 986  | 1888 | 695  |
| I Should Be So Lucky                             | 1137 | 1081 | 1538 | 622  | 1309 | 1237 | 1378 | 819  | 2098 | 1692 | 1950 | 3118 | 1465 | 2616 | 1958 |
| In Your Eyes                                     | 3677 | 2197 | 2964 | 1536 | 2191 | 2866 | 3383 | 3790 | 2513 | 620  | 2767 | 1974 | 2557 | 3135 | 968  |
| Locomotion                                       | 2195 | 3806 | 2468 | 3954 | 3177 | 923  | 2922 | 1516 | 871  | 3002 | 1219 | 3898 | 3644 | 3648 | -    |
| Love At First Sight                              | -    | 156  | 3349 | 3248 | 1696 | 1720 | 2956 | 3388 | 1698 | 977  | 3157 | 2791 | 2075 | 2716 | 3765 |
| Spinning Around                                  | -    | -    | 3226 | 1308 | 3831 | -    | -    | -    | -    | 1900 | 3586 | 2290 | 3097 | 2075 | 1333 |

### Dvd's
| Muziek-dvd met eventuele hitnotering(en) in de Nederlandse Muziek Dvd Top 30 | Datum van verschijnen | Datum van binnenkomst | Hoogste positie | Aantal weken | Opmerkingen |
| ---------------------------------------------------------------------------- | --------------------- | --------------------- | --------------- | ------------ | ----------- |
| Body language live                                                           | 2004                  | 31-07-2004            | 17              | 1            |             |
| X 2008                                                                       | 2010                  | 22-05-2010            | 23              | 2            |             |
| Aphrodite les folies - Live in London                                        | 2011                  | 03-12-2011            | 16              | 5            |             |